# Батман
 Тази статия е за супергероя.  За други значения вижте Батман (пояснение).  
Батман (на английски: Batman) е измислен персонаж и супергерой на ДиСи Комикс, появил се за пръв път в Detective Comics бр. 27 през месец май 1939 г. Оттогава той става един от най-известните супергерои в света. Батман е съвместно създаден от художника Боб Кейн и писателя Бил Фингър.
Батман е тайната самоличност на Брус Уейн – милиардер и алтруист, понякога преструващ се на типичния богат плейбой, за да избегне подозрения относно истинските си цели. Като дете става свидетел на убийството на родителите си, което го травмира дълбоко и го кара да се тренира до върха на физическото и интелектуалното съвършенство, за да се бори с престъпността. За разлика от повечето супергерои, той няма никакви свръхестествени сили и способности. Батман разчита на коварния си интелект, завидни детективски умения, всевъзможни високотехнологични приспособления, страховито майсторство в бойните изкуства и най-вече силата на изненадата, паниката и страха, за да се бори с престъпността.

## История

### Създаване
В началото на 1939 г. успехът на Супермен в Action Comics подтиква редакторите в комиксовата дивизия на National Publications (в бъдеще ДиСи Комикс) да предложат повече супергерои за заглавията му. В отговор, Боб Кейн създава „Бат-Ман“". Съсъздателят Бил Фингър казва, че Кейн
| „ | имаше идея за персонаж, наречен „Батман“, и че би искал да видя рисунките. Отидох до дома му и той беше нарисувал герой, който много приличаше на Супермен с някакъв вид... червеникави чорапогащи, мисля, че ботуши... без ръкавици... с малка лицева маска, държащ се на въже. Той имаше две твърди крила, които стърчаха от него и приличаха на криле на прилеп. И под него имаше надпис... БАТМАН. | “ |

 Фингър предлага да се даде качулка на персонажа, вместо проста лицева маска, също да носи наметало вместо криле, да носи ръкавици и да се премахнат червените части от оригиналния костюм. Фингър казва, че е съчетал името Брус Уейн за тайната самоличност на персонажа: „Първото име на Брус Уейн идва от Робърт Брус, шотландския патриот. Уейн, като плейбой, е човек с благороден произход. Опитах Адамс, Ханкок... тогава се сетих за Лудия Антъни Уейн“.
Различни аспекти от личността на Батман, историята на персонажа, визуалния дизайн и екипировката са вдъхновени от съвременната поп-култура на 30-те години на 20 век, включително филми, списания с криминални истории, комикси, заглавия на вестници и дори черти на самия Кейн. Кейн отбелязва особено влиянието на филмите „Знакът на Зоро“ (1920) и „Шепотите на прилепите“ (1930) в създаването на иконографията, свързана с героя, докато Фингър рисува чрез вдъхновения от Док Савидж, Сянката и Шерлок Холмс в изобразяването на Батман като усъвършенстван детектив и учен.

### Ранни години (1939 – 1949)
Първата история за Батман – „Случаят на Химичния синдикат“, е публикувана в Detective Comics бр. 27 (май 1939 г.). Фингър казва, „Първоначално, Батман беше написан в стила на криминалетата“ и това влияние е очевидно с Батман, който безмилостно убива или осакатява престъпниците и не е над това да използва огнестрелни оръжия. Историите за Батман стават хит, с продажби на Detective Comics, извисили се до такава точка, че персонажът получава своето собствено заглавие Batman през 1940 г. По това време National е най-продаваното и влиятелно издателство в индустрията, и Батман и другият важен герой на National – Супермен, са в центъра на успеха на компанията. Двата персонажа участват един до друг в World's Finest Comics, чието оригинално заглавие е World's Best Comics, при дебюта си през 1940 г. Създатели като Джери Робинсън и Дик Спранг също работят върху комиксите през този период.
По време на първите няколко рисувани истории с Батман са добавяни елементи към персонажа и художественото изобразяване на еволюиралия Батман. Кейн отбелязва, че в рамките на шест броя той рисувал челюстта на героя по-изразена и удължил ушите на костюма. „Около година по-късно той беше почти цялостната фигура, моят напълно развит Батман“, казва Кейн. Характерният практичен колан на Батман е представен в Detective Comics бр. 29 (юли 1939 г.), последван от приличащия на бумеранг батаранг и първото превозно средство на Батман, Батсамолета, в бр. 31 (септември 1939 г.). Произходът на героя е разкрит в бр. 33 (ноември 1939 г.), откривайки се в история от две страници, която установява мрачната личност на Батман, персонаж, подтикван от загубата на родителите си. Написана от Фингър, тя изобразява младия Брус Уейн, който става свидетел на смъртта на родителите си, като част от уличен грабеж. Дни по-късно на гроба им, момчето се зарича, че "чрез духовете на моите родители [аз ще] отмъстя тяхната смърт, като прекарам остатъка от живота си, воювайки с всички престъпници."
Ранното, крими-модулирано изобразяване на Батман започва да се размеква в Detective Comics бр. 38 (април 1940 г.) с представянето на Робин, хлапето помощник на Батман. Робин е въведен по предложение на Фингър, че Батман се нуждаел от „Уотсън“, с когото Батман би могъл да разговаря. Продажбите почти се удвояват, въпреки предпочитанието на Кейн за сам Батман, с което започва разпространение на „хлапетата помощници“. Първият брой на вторичната поредица Batman е забележителен не само с представянето на двама от неговите най-постоянни противници, Жокера и Жената-котка, но и с история, в която Батман застрелва няколко чудовищни гиганта до смърт. Тази история подбужда редактора Уитни Елсуърт да постанови, че героят не би могъл повече да убива или използва огнестрелно оръжие.
До 1942 г. сценаристите и художниците зад комиксите за Батман изграждат повечето от основните елементи на митологията му. В годините след Втората световна война, ДиСи Комикс „приема пост-военна редакторска насока, която все повече отбягва обществените коментари в услуга на безгрижната юношеска фантазия.“ Въздействието от тази редакторска намеса е събитие в Batman комиксите в пост-военния период; премахнат от „суровия и застрашителен свят“ на комиксите от началото на 40-те години на 20 век, Батман вместо това е описван като уважаван гражданин и бащина фигура, който живее в „светла и колоритна“ среда.

### 50-те и началото на 60-те години на 20 век
Батман е един от малкото супергерои, които са непрекъснато публикувани, като интерес в жанра, бледнеещ през 50-те. В историята „Най-могъщият екип на света“ в Superman бр. 76 (юни 1952 г.), Батман се обединява със Супермен за първи път и всеки от тях открива тайната самоличност на другия. Следвайки успеха на тази история, World's Finest Comics е подновен, така че да представя истории с участието на двамата герои заедно, вместо отделните представяния на Батман и Супермен, които вървят преди. Обединението на персонажите е „е финансов успех в ера, когато онези са били малко и далеч помежду си“; тази поредица от сюжети продължава до прекратяването на комикса през 1986 г.
Комиксите за Батман са измежду критикуваните, когато комиксовата индустрия започва да бъде подробно изследвана с издаването на книгата на психолога Фредрик Уъртам „Прелъстяването на невинните“ през 1954 г. Тезата на Уъртам е, че дежата имитират престъпленията, извършвани в комиксите, и че тези произведения покваряват морала на младежта. Уъртам критикува комиксите за Батман, заради техните предполагаеми хомосексуални оттенъци и твърди Батман и Робин са описани като любовници. Критиките на Уъртам пораждат публична врява през 50-те, накрая водейки до основаването на Властите на комиксовите кодекси. Тенденцията подготвя един „по-лъчезарен Батман“ в пост-военните години, позасилени с напрежение след въвеждането на Комиксовия кодекс. Предполага се също от учените, персонажите на Жената-прилеп (през 1956 г.) и Бат-момичето (през 1961 г.) са представени от части да опровергаят твърдението, че Батман и Робин са обратни.
В края на 50-те, историите за Батман постепенно стават ориентирани повече към научната фантастика, опит да се подражава на успеха на други герои на ДиСи, които са се утвърдили в жанра. Нови персонажи като Жената-прилеп, Бат-Хрътката Ейс и Бат-Нещото са въведени. Приключенията на Батман често включват странни трансформации или чудати космически извънземни. През 1960 г., Батман дебютира като член на Американската лига на справедливостта в The Brave and the Bold бр. 28 (февруари 1960 г.) и се появява в няколо комиксови поредици за Лигата на справедливостта, започвайки по-късно през същата година.

### „Черният рицар се завръща“ и по-късно
Лимитираната поредица на Франк Милър от 1986 г. „Батман: Черният рицар се завръща“, която разказва историята на 50-годишния Батман, който се „Черният рицар се завръща“ е финансов успех и оттогава се превръща в един от най-забележителни стандарти на комикс средата.
Поредицата също дава началото на значително активизиране на популярността на героя.
Същата година Денис О'Нийл става редактор на заглавията за Батман и поставя шаблона за изобразяването на Батман, следвайки статукво-изменящата минипоредица на ДиСи „Криза на безбройните Земи“. О'Нийл работи под мисълта, че е нает да поднови героя и в резултат на това се опитва да внуши различен тон на четивата отколкото е правил преди. С този нов похват се ражда сюжетната линия
„Година първа“ в Batman бр. 404 – 407 (февруари-май 1987), в която Франк Милър и художникът Дейвид Мазучели пренаписват произхода на персонажа. Писателят Алън Мур и художникът Брайън Боланд продължават в същата мрачна насока през 1988 г. с единичен комикс от 48 страници „Батман: Убийствената шега“, в който Жокера, опитвайки се да подлуди Комисар Гордън, осакатява дъщеря му Барбара и после отвлича комисаря, измъчвайки го физически и психически.
Комиксите за Батман получават значително внимание през 1988 г., когато ДиСи Комикс създават телефон с номер 900, за да могат читателите да се обаждат, за да гласуват дали Джейсън Тод, вторият Робин, да живее или да умре. Гласуващите решават в полза на смъртта на Джейсън с оскъдна разлика от 28 гласа (вижте „Батман: Смърт в семейството“). Следващата година вижда появата на пълнометражния филм „Батман“ на Тим Бъртън, който категорично връща героя обратно към вниманието на публиката, събирайки милиони долари в бокс офиса и още милиони в мърчандайзинг. В същата година първият брой на „Легенди за Черния рицар“, новото заглавие за Батман за почти петдесет години, продава близо един милион копия.
Сюжетната арка „Падането на рицаря“ от 1993 г. представя нов злодей, Бейн, който ранява критично Брус Уейн. Жан-Пол Валий, познат като Азраел, е извикан да носи Баткостюма, докато Уейн се възстановява. Писателите Дъг Мьонч, Чък Диксън и Алън Грант работят по заглавията за Батман през „Падането на рицаря“, а също и допринасят в други кросоувъри с Батман до края на 90-те. Сюжетната линия „Катаклизъм“ от 1998 г. служи като предшественик на „Ничия земя“ от 1999 г., история, която продължава цяла година и върви в заглавия за Батман, разказваща за ефектите от земетресение, опустошило град Готъм. В заключението на „Ничия земя“ О'Нийл слиза от редакторския си пост е заместен от Боб Шрек.
Друг писател, който става известен чрез поредицата за Батман е Джеф Лоуб. Заедно с дългогодишния си сътрудник Тим Сейл, те написват две минипоредици („Дългият Хелоуин“ и „Мрачна победа“) която засяга версия на Батман, който е в началото на кариерата си, срещу цялата си редица от врагове (най-забележителното е Двуликия, чийто произход е пренаписан от Лоуб), докато се справя с различни загадки, включвайки серийните убийци Празник и Палача, от които първият е субект на интензивен дебат и спекулация измежду феновете на Батман. През 2003 г. Лоуб се обединява с художника Джим Лий да работят по друга загадъчна арка: „Батман: Затишие“ за главния комикс за Бамтан. Сюжетната линия от дванайсет броя вижда Батман и Жената-котка да се изправят срещу цялата редица от врагове на Батман, включително очевидно съживения Джейсън Тод, докато търсят самоличността на мистериозния супер злодей Затишие. Докато персонажът на Затишие не успява да грабне вниманието на читателите, арката е успех сред продажбите на ДиСи. Сюжетната линия е първата постоянна работа по комикс на Джим Лий след близо десетилетие, а поредицата става номер едно в класацията с продажби на Diamond Comic Distributors за първи път след Batman бр. 500 (октомври 1993 г.) и появата на Джейсън Тод поставя почвата за последвалата работа на писателя Джъд Уиник по Batman с още една история с много броеве, „Под качулката“, в Batman бр. 637 – 650.
През 2005 г. ДиСи стартира „Знаменитите Батман и Робин“, самостоятелна комиксова поредица, извън съществуващата вселена на ДиСи. Написана от Франк Милъор и нарисувана от Джим Лий, тя е комерсиален успех за ДиСи Комикс, въпреки че е широко критикувана от критиците за начина на писане.
Започвайки през 2006 г., постоянните писатели на Batman и Detective Comics са Грант Морисън и Пол Дини, като Грант Морисън включва отново спорни елементи от знанията на Батман (най-забележително, сюжетните линии, ориентирани към научната фантастика от комиксите за Батман през 50-те, които Морисън преработва като халюцинации на Батман под влиянието на различни газове и дълги, лишаващи сетивата тренировки) в персонажа. Работата на Морисън кулминира с „Почивай в мир“, изправяща Батман срещу злодейската организация „Черната ръкавица“, чиято цел е да докара героя до лудост. „Почивай в мир“ продължава в „Последна криза“ (с участието на Морисън), която вижда очевидната смърт на Батман в ръцете на Дарксайд. В минипоредицата от 2009 г. „Батман: Битката за качулката“, бившето протеже на Уейн, Дик Грейсън, става новият Батман, а синът на Уейн, Деймиън, става новият Робин.
През юни 2009 г. Джъд Уиник се завръща към писането за „Батман“, докато Грант Морисън получава собствена поредица, озаглавена „Батман и Робин“.

## Фиктивна биография на героя
Историята на Батман минава през редица преработки, както малки, така и големи. Няколко елемента от историята на персонажа остават постоянни.
Главното събитие в историите за Батман е неговият произход. Като малкък, Брус Уейн е ужасен и травматизиран да види родителите си, доктор Томас Уейн и съпругата му Марта, да биват убити от въоръжен крадец пред собствените си очи. Това го кара да се бори с престъпността в Готъм като Батман.

### Златна епоха
В първата поява на Батман в Detective Comics бр. 27 той вече се подвизава като борец срещу престъпността. Произходът на Батман е представен за първи път Detective Comics бр.33 през ноември 1939 г., а по-късно е допълнен в Batman бр. 47. Както отбелязват тези комикси, Брус Уейн е дете на д-р Томас Уейн и съпругата му Марта, две богати и великодушни личности от висшето общество на град Готъм. Брус е отгледан в имението на Уейн с изобилния си разкош и води щастлив и привилегирован живот до осемгодишна възраст, когато родителите му са убити от крадец на дребно на име Джо Чил, докато се прибират вкъщи от киното. Брус Уейн се заклева да отърве града от злото, което е отнело живота на родителите му. Той се заема с интензивно интелектуално и физическо обучение, но той осъзнава, че тези умения сами няма да са достатъчни. „Престъпниците са суеверно и страхливо множество“, отбелязва Уейн, „така че дегизировката ми трябва да е способна да удари ужаса в сърцата им. Трябва да съм създание на нощта, черно, страшно...“ Сякаш в отговор на изискванията си, изведнъж един прилеп прелите през прозореца, вдъхновявайки Брус да приеме личността на Батман.
В първите рисувани истории кариерата на Батман като закрилник му спечелва гнева на полицията. През този период Уейн има годеница на име Джули Мадисън. Уейн приютява осиротелия цирков акробат Дик Грейсън, който става неговият помощник, Робин. Батман също става един от основателите на Американското общество на справедливостта, въпреки че той, както Супермен, е почетен член, и така заема участие само понякога. Връзката на Батман със закона бързо се стопява и е направен почетен член на полицейското управление на град Готъм. През този период икономът Алфред Пениуърт пристига в имението на Уейн и, след като разбира за тайните самоличности на Динамичното дуо, се присъединява в тяхна служба.

### Сребърна епоха
Сребърната епоха на комиксите в ДиСи Комикс започва някъде през 1956 г., когато издателството представя Бари Алън като нова, модернизирана версия на Светкавицата. Батман не е значимо променен до края на 50-те за продължителността, която по-късно ще бъде наричана Земя-Първа. Светлият по тон Батман, поемащ периода между Златната и Сребърна епоха води до историите от края на 50-те и началото на 60-те, в които често присъстват голям брой научнофантастични елементи, а Батман не е значително модифициран по начина, по който са други герои до Detective Comics бр. 327 (май 1964 г.), в който Батман се връща към неговите детективски корени, като повечето научнофантастични елементи са премахнати от поредицата.
След представянато на мултивселената през 60-те, ДиСи установява, че в историите от Златната епоха участва Батман от Земя-Втора, персонаж от паралелен свят. Тази версия на Батман си партнирара и се жени за поправилата се Жена-котка от Земя-Втора, Селина Кайл (както е показано в „Семейството на Супермен“ бр. 211) и става баща на Хелена Уейн, която, като Хънтрес, става (заедно с Дик Грейсън, който е Робин на Земя-Втора) защитница на Готъм, след като Уейн се пенсионира от позицията си, за да стане полицейски комисар. Той заема този пост, докато не е убит през последното си приключение като Батман. Заглавията за Батман обаче често игнорират това, че е направено различие между старата и подновената версия на Батман, (тъй като за разлика от Светкавицата или Зеления фенер, комиксите за Батман се издават без прекъсване през 50-те) и също в някои случаи правят препратки от Златната епоха. Въпреки това, детайли от историята на Батман са променени или разширине през десетилетията. Добавки включват срещи с младия бъдещ Супермен, възпитаването му от чичо му Филип Уейн (представен в Batman бр. 208, януари/февруари 1969 г.) след смъртта на родителите му, появи на баща му и себе си като прототипни версии на Бамтан и Робин съответно. През 1980 г. тогавашният редактор Пол Левиц упълномощава ограничената поредица „Неразказаната легенда за Батман“, за да хронизира напълно произхода и историята на Батман.
Батман се среща и редовно работи с други герои през Сребърната епоха, най-видимо със Супермен, с когото започва да работи редовно в поредица от team-ups в World's Finest Comics, започвайки през 1954 г. и продължавайки до прекратяването ѝ през 1986 г. Батман и Супермен обикновено са описани като близки приятели. Батман става един от основателите на Американската лига на справедливостта, появявайки се в първата ѝ история в Brave and the Bold бр. 28 през 60-те. През 70-те и 80-те „Смели и дръзки“ става заглавие за Батман, в което Батман всеки месец се обединява с различен супергерой от Вселената на ДиСи.
През 1969 г. Дик Грейсън влиза в колеж като част от усилието на ДиСи Комикс да преработи комиксите за Батман. В допълнение Батман също се премества от имението на Уейн в пентхаус апартамент на върха на сградата на Фондация Уейн в центъра на град Готъм, за да може да бъде по-близо до престъпността в града. Батман прекарва 70-те и началото на 80-те, главно работейки соло, със случайни партнирания с Робин и/или Батгърл. Също така приключенията на Батман стават някак по мрачни и сурови през този период, описвайки все повече насилствени престъпления, включително първата поява (след началото на Златната епоха) на Жокера в ролята на психопат и пристигането на Рейш Ал Гул, вековно-стар терорист, който знае тайната самоличност на Батман. През 80-те Дик Грейсън става Найтуинг.
В последния брой на „Смели и дръзки“ през 1983 г. Батман напуска Лигата на справедливостта и формира нова група, наречена Аутсайдерите. Той служи като лидер на екипа до Batman and the Outsiders бр. 32 (1986 г.) и комиксът впоследствие си сменя заглавието.

### Модерна епоха
След лимитираната поредица от 12 броя „Криза на безкрайните Земи“, ДиСи Комикс ретконва историите на някои от основните персонажи в опит да ги направи по-достъпни за съвременните читатели. Франк Милър преразказва произхода на Батман в сюжетната линия „Година първа“ в „Батман“ бр. 404 – 407, която е с по-твърд тон. Батман от Земя-Втора е изтрит от историята, но много от историите за кариерата на му през Сребърната епоха/Земя-Първа (заедно с такива от Златната епоха) си остават и в пост-Кризисната вселена, а произходът му по есенция си остава същият, въпреки промените. Например, повечето полицаи в Готъм са корумпирани, което още повече налага намесата на Батман. Настойникът Филип Уейн е премахнат и Брус Уейн е оставен на грижите на Алфред Пениуърт. В допълнение, Батман вече не е член на Американската лига на справедливостта, въпреки че за кратко става лидер на нейно ново въплъщение през 1987 г. За да обогати миналото на Батман след „Кризата“, ДиСи пуска ново заглавие през 1989 г., наречено „Легенди за Черния рицар“, и публикува различни минипоредици и единични броеве, повечето от които се развиват в периода на „Година първа“.
Впоследствие, заради болката от загубата на Джейсън Тод, Батман започва да се държи безразсъдно в борбата си с престъпниците. До края на десетилетието той работи сам, докато Тим Дрейк не става новият Робин.